# Folkestone Castle

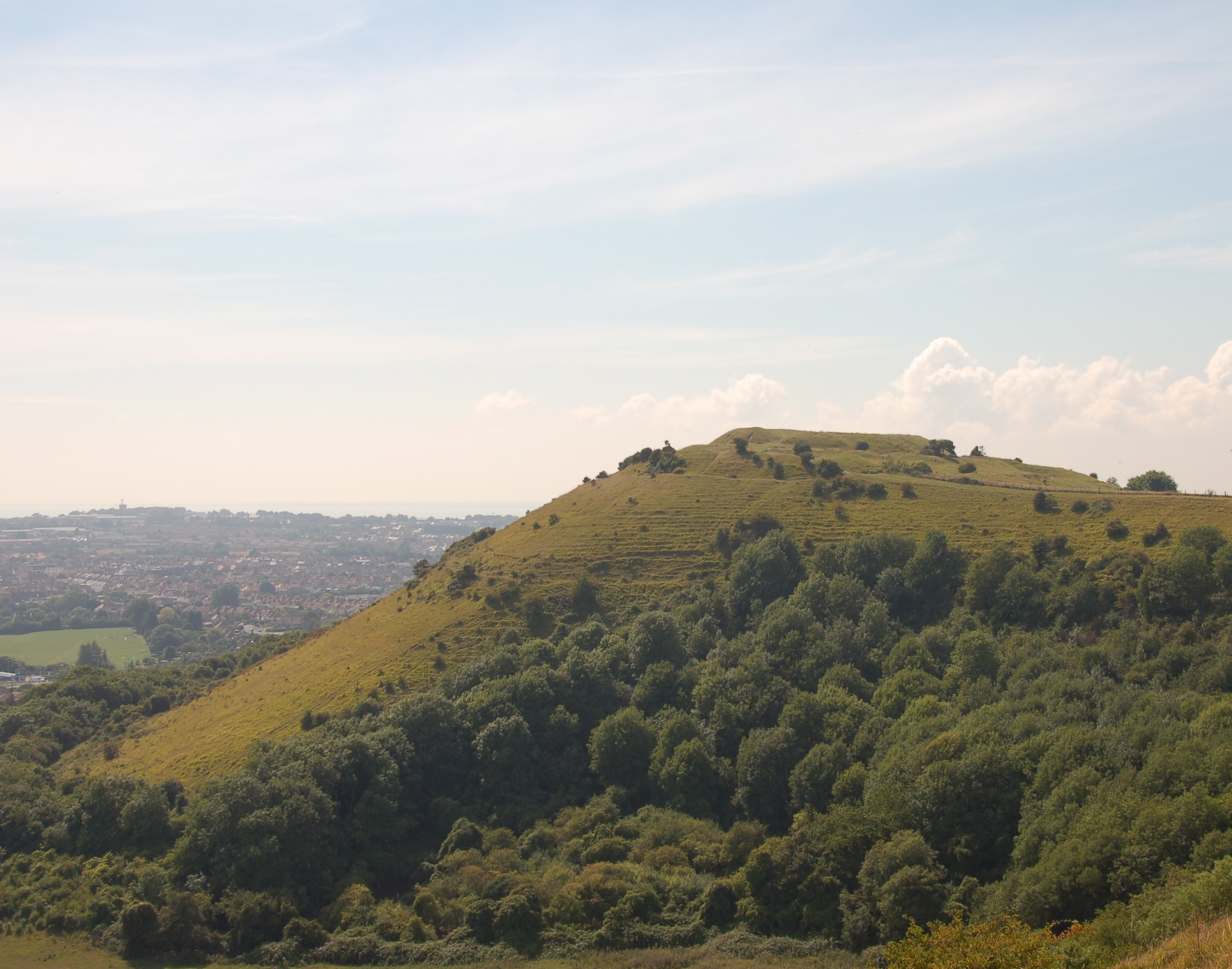
Die Erdwerke von Folkestone Castle auf dem Gipfel des Castle Hill

Folkestone Castle ist eine abgegangene Höhenburg auf einem Felsvorsprung der North Downs nördlich der Stadt Folkestone in der englischen Grafschaft Kent.
Die normannische Burg auf einem natürlichen Mound existierte Ende des 11. und im 12. Jahrhundert. 1878 grub sie Augustus Pitt Rivers aus; dies gilt als erste Ausgrabung auf einem mittelalterlichen Gelände in Großbritannien, bei der wissenschaftliche Methoden angewandt wurden.
Die Burgruine wird am Ort auch Caesar's Camp genannt, hat aber nichts mit dem Römischen Reich zu tun. Die Burg wurde vermutlich bereits 1095 errichtet und war sicher nach der normannischen Eroberung Englands einige Zeit belegt. Der Hügel, auf dem sie steht, heißt Castle Hill. Von dort hat man einen guten Überblick über Stadt und Küste, von Folkestone über Romney Marsh bis nach Dungeness, Rye und Fairlight.
Die Erdwerke liegen heute über dem Ende der Autobahn M20 und der Einfahrt zum Eurotunnel in Cheriton.